# Biegi narciarskie na Mistrzostwach Świata w Narciarstwie Klasycznym 2005 – sztafeta kobiet
Sztafeta kobiet na 4x5 km – jedna z konkurencji rozgrywanych w ramach biegów narciarskich na Mistrzostwach Świata w Narciarstwie Klasycznym 2005; zawody odbyły się 21 lutego 2005 roku. Tytułu sprzed dwóch lat nie obroniła reprezentacja Niemiec, która tym razem zajęła czwarte miejsce. Nowymi mistrzyniami świata zostały Norweżki w składzie: Vibeke Skofterud, Hilde Gjermundshaug Pedersen, Kristin Størmer Steira i Marit Bjørgen. Drugie miejsce zajęły Rosjanki w składzie: Łarisa Kurkina, Natalja Baranowa, Jewgienija Miedwiediewa oraz Julija Czepałowa, a brązowy medal zdobyła reprezentacja Włoch: Gabriella Paruzzi, Antonella Confortola, Sabina Valbusa i Arianna Follis. 

## Rezultaty
| Miejsce | Numer | Państwo           | Zawodniczki                                                                        | Czas                                      | Strata    |
| ------- | ----- | ----------------- | ---------------------------------------------------------------------------------- | ----------------------------------------- | --------- |
| 01 !    | 2     | Norwegia          | Vibeke Skofterud Hilde Gjermundshaug Pedersen Kristin Størmer Steira Marit Bjørgen | 57:15,7 15:26,9 14:57,8 13:37,1 13:13,9   | –         |
| 02 !    | 3     | Rosja             | Łarisa Kurkina Natalja Baranowa Jewgienija Miedwiediewa Julija Czepałowa           | 57:23,3 15:04,8 15:12,7 13:41,2 13:24,6   | +7,6      |
| 03 !    | 7     | Włochy            | Gabriella Paruzzi Antonella Confortola Sabina Valbusa Arianna Follis               | 58:05,4 15:06,0 15:40,6 13:15,6 14:03,2   | +49,7     |
| 4       | 1     | Niemcy            | Stefanie Böhler Viola Bauer Claudia Künzel Evi Sachenbacher                        | 58:27,0 15:21,0 15:06,9 13:57,2 14:01,9   | +1:11,3   |
| 5       | 14    | Finlandia         | Kirsi Välimaa Virpi Kuitunen Aino-Kaisa Saarinen Riitta-Liisa Lassila              | 58:40,8 15:24,1 15:06,5 14:28,6 13:41,6   | +1:25,1   |
| 6       | 8     | Czechy            | Helena Erbenová Kamila Rajdlová Kateřina Neumannová Ivana Janečková                | 58:45,8 15:21,9 15:24,1 13:16,7 14:43,1   | +1:30,1   |
| 7       | 4     | Kazachstan        | Jelena Antonowa Oksana Jacka Jelena Kołomina Swietłana Małachowa                   | 59:21,2 15:46,0 15:10,4 14:28,9 13:55,9   | +2:05,5   |
| 8       | 6     | Szwecja           | Lina Andersson Maria Rydqvist Elin Ek Anna Dahlberg                                | 59:40,7 15:18,4 15:57,0 14:08,4 14:16,9   | +2:25,0   |
| 9       | 9     | Francja           | Aurélie Perrillat-Collomb Élodie Bourgeois-Pin Karine Philippot Cécile Storti      | 1:00:05,3 15:16,7 16:12,7 14:07,5 14:28,4 | +2:49,6   |
| 10      | 5     | Białoruś          | Alena Sannikawa Ludmiła Karolik Wolha Wasilonak Natalla Kalinouska                 | 1:00:25,2 15:26,5 15:54,1 14:27,0 14:37,6 | +3:09,5   |
| 11      | 10    | Szwajcaria        | Seraina Mischol Laurence Rochat Doris Trachsel Natascia Leonardi Cortesi           | 1:00:39,4 15:44,8 15:38,0 15:10,8 14:05,8 | +3:23,7   |
| 12      | 11    | Japonia           | Masako Ishida Nobuko Fukuda Chizuru Soneta Sumiko Yokoyama                         | 1:01:04,6 15:44,4 16:11,9 14:47,8 14:20,5 | +3:48,9   |
| 13      | 12    | Estonia           | Silja Suija Kristina Šmigun Katrin Šmigun Kaili Sirge                              | 1:02:3,4 15:52,5 15:00,9 15:41,2 16:05,8  | +5:24,7   |
| 14      | 15    | Chiny             | Jiang Chunli Liu Hongyan Li Hongxue Wang Chunli                                    | 1:04:49,5 17:32,5 16:59,3 14:50,1 15:27,6 | +7:33,8   |
| 15      | 16    | Stany Zjednoczone | Wendy Kay Wagner Rebecca Dussault Sarah Konrad Kikkan Randall                      | LAP 18:03,7 17:51,3 0                     | +9:00,0 ! |
| –       | 13    | Ukraina           | Maryna Malec Łada Nesterenko Wita Jakymczuk Wałentyna Szewczenko                   | DSQ 0                                     | +9:59,9 ! |